# Кубок Чили по футболу 1995
Кубок Чили по футболу 1995 (исп. XXV Copa Chile 1995) — 25-й розыгрыш Кубка Чили по футболу.

## Групповой раунд

### Группа 1A
|                      | Деп | Рех | Коб | Уни |
| -------------------- | --- | --- | --- | --- |
| Депортес Антофагаста |     | 1:2 | 3:1 | 1:1 |
| Рехиональ Атакама    | 3:2 |     | 1:1 | 2:3 |
| Кобрелоа             | 2:0 | 4:0 |     | 2:3 |
| Универсидад Католика | 3:0 | 4:0 | 2:1 |     |

| Место | Команда              | Очки |
| 1     | Универсидад Католика | 16   |
| 2     | Кобрелоа             | 7    |
| 3     | Рехиональ Атакама    | 7    |
| 4     | Депортес Антофагаста | 4    |

### Группа 2A
|                     | УЧи | УЭс | Деп | Кок |
| ------------------- | --- | --- | --- | --- |
| Универсидад де Чили |     | 1:0 | 2:0 | 5:0 |
| Унион Эспаньола     | 1:2 |     | 0:1 | 2:0 |
| Депортес Ла-Серена  | 0:0 | 1:1 |     | 2:1 |
| Кокимбо Унидо       | 1:0 | 1:1 | 1:0 |     |

| Место | Команда             | Очки |
| 1     | Универсидад де Чили | 13   |
| 2     | Депортес Ла-Серена  | 8    |
| 3     | Кокимбо Унидо       | 7    |
| 4     | Унион Эспаньола     | 5    |

### Группа 3A
|           | Кол | О’Х | Эве | Пал |
| --------- | --- | --- | --- | --- |
| Коло-Коло |     | 3:1 | 7:1 | 1:0 |
| О’Хиггинс | 1:1 |     | 2:2 | 1:1 |
| Эвертон   | 1:2 | 0:0 |     | 3:2 |
| Палестино | 2:3 | 2:3 | 0:1 |     |

| Место | Команда   | Очки |
| 1     | Коло-Коло | 16   |
| 2     | Эвертон   | 8    |
| 3     | О’Хиггинс | 7    |
| 4     | Палестино | 1    |

### Группа 4A
|                     | Деп | Про | Кон | Уач |
| ------------------- | --- | --- | --- | --- |
| Депортес Темуко     |     | 2:1 | 0:2 | 1:1 |
| Провинсиаль Осорно  | 0:2 |     | 0:2 | 0:1 |
| Депортес Консепсьон | 1:3 | 1:1 |     | 2:1 |
| Уачипато            | 4:2 | 2:1 | 1:1 |     |

| Место | Команда             | Очки |
| 1     | Депортес Консепсьон | 11   |
| 2     | Уачипато            | 11   |
| 3     | Депортес Темуко     | 10   |
| 4     | Провинсиаль Осорно  | 1    |

### Группа 1B
|                     | Сан | Ики | Коб | Деп |
| ------------------- | --- | --- | --- | --- |
| Сан-Маркос де Арика |     | 0:1 | 0:2 | 3:1 |
| Депортес Икике      | 3:1 |     | 0:2 | 2:1 |
| Кобресаль           | 4:2 | 5:2 |     | 1:0 |
| Депортес Овалье     | 2:0 | 0:0 | 1:1 |     |

| Место | Команда             | Очки |
| 1     | Кобресаль           | 16   |
| 2     | Депортес Икике      | 10   |
| 3     | Депортес Овалье     | 5    |
| 4     | Сан-Маркос де Арика | 3    |

### Группа 2B
|                    | Сан | ULCA | Уни | Ауд |
| ------------------ | --- | ---- | --- | --- |
| Сантьяго Уондерерс |     | 4:0  | 2:1 | 4:1 |
| Унион Ла-Калера    | 0:5 |      | 1:3 | 0:1 |
| Унион Сан-Фелипе   | 1:3 | 3:0  |     | 1:1 |
| Аудакс Итальяно    | 1:1 | 2:0  | 0:0 |     |

| Место | Команда            | Очки |
| 1     | Сантьяго Уондерерс | 16   |
| 2     | Аудакс Итальяно    | 9    |
| 3     | Унион Сан-Фелипе   | 8    |
| 4     | Унион Ла-Калера    | 0    |

### Группа 3B
|                    | Деп | Деп | Уни | Рей |
| ------------------ | --- | --- | --- | --- |
| Депортес Мелипилья |     | 1:0 | 1:1 | 2:2 |
| Депортес Кольчагуа | 4:3 |     | 4:1 | 3:0 |
| Унион Санта-Крус   | 1:1 | 0:1 |     | 0:0 |
| Рейнджерс Талька   | 1:1 | 1:1 | 1:0 |     |

| Место | Команда            | Очки |
| 1     | Депортес Кольчагуа | 13   |
| 2     | Депортес Мелипилья | 7    |
| 3     | Рейнджерс Талька   | 7    |
| 4     | Унион Санта-Крус   | 3    |

### Группа 4B
|                        | Лин | Нью | Фер | Деп |
| ---------------------- | --- | --- | --- | --- |
| Линарес Унидо          |     | 1:1 | 1:1 | 2:2 |
| Ньюбленсе              | 2:0 |     | 4:2 | 1:1 |
| Артуро Фернандес Виаль | 3:1 | 4:0 |     | 0:0 |
| Депортес Пуэрто-Монт   | 0:1 | 1:2 | 2:2 |     |

| Место | Команда                | Очки |
| 1     | Ньюбленсе              | 11   |
| 2     | Артуро Фернандес Виаль | 9    |
| 3     | Депортес Линарес       | 6    |
| 4     | Депортес Пуэрто-Монт   | 4    |

## Второй раунд
| Команда 1          | Итог | Команда 2          | 1-й матч | 2-й матч |
| ------------------ | ---- | ------------------ | -------- | -------- |
| Кобресаль          | 3:6  | Кобрелоа           | 1:1      | 2:5      |
| Сантьяго Уондерерс | 2:3  | Депортес Ла-Серена | 0:2      | 2:1      |
| Депортес Кольчагуа | 4:6  | Эвертон            | 2:1      | 2:5      |
| Ньюбленсе          | 4:3  | Уачипато           | 2:1      | 2:2      |

## 1/4 финала
| Команда 1          | Итог | Команда 2            | 1-й матч | 2-й матч |
| ------------------ | ---- | -------------------- | -------- | -------- |
| Депортес Ла-Серена | 3:6  | Универсидад Католика | 1:5      | 2:1      |
| Эвертон            | 1:6  | Депортес Консепсьон  | 0:2      | 1:4      |
| Кобрелоа           | 4:3  | Универсидад де Чили  | 3:2      | 1:1      |
| Ньюбленсе          | 4:4  | Коло-Коло            | 2:0      | 2:4      |

## 1/2 финала
| Ньюбленсе      | 1:3 | Универсидад Католика                       |
| -------------- | --- | ------------------------------------------ |
| П. Вальдир 66′ |     | Акоста 4′ (пен.) · Баррера 42′ · Тудор 60′ |

| Кобрелоа           | 3:1 | Депортес Консепсьон |
| ------------------ | --- | ------------------- |
| Глария 39′ 52′ 90′ |     | Ф. Перес 76′        |

| Депортес Консепсьон | 1:0 | Кобрелоа |
| ------------------- | --- | -------- |
| Гуахардо 75′        |     |          |

| Универсидад Католика              | 5:2 | Ньюбленсе         |
| --------------------------------- | --- | ----------------- |
| Акоста 27′ (пен.) 34′ 36′ 67′ 86′ |     | П. Вальдир 4′ 66′ |

## Финал
| Универсидад Католика                                          | 4:2 | Кобрелоа                      |
| ------------------------------------------------------------- | --- | ----------------------------- |
| Акоста 7′ · Росенталь 17′ · Баррера 60′ · М. Рохас 66′ (авт.) |     | Миранда 22′ · П. Гонсалес 44′ |